# National Stadium (Karatschi)
Das National Stadium ist ein Cricket-Stadion in Karachi, Pakistan.

## Kapazität & Infrastruktur
Das Stadion hat eine Kapazität von 34.228 Plätzen und ist mit einer Flutlichtanlage ausgestattet. Die beiden Wicketenden sind das Pavilion End und das University End.

## Internationales Cricket
Das erste Test-Match in diesem Stadion fand im Februar 1955 zwischen Pakistan und Indien statt. Das erste One-Day International im November 1980 zwischen Pakistan und den West Indies. Beim Cricket World Cup 1987 wurden in dem Stadion drei Vorrundenspiele, beim Cricket World Cup 1996 zwei Vorrundenspiele und ein Viertelfinale hier ausgetragen. Außerdem wurde das Finale der Pakistan Super League 2018 im Stadion ausgetragen. Das Stadion war außerdem einer der Austragungsorte der Champions Trophy 2025.